# Setge de Tartu (1704)
El Setge de Tartu es produí durant la Gran Guerra del Nord entre el 4 de juny i el 13 de juliol de 1704. La ciutat de Tartu ((alemany): Dorpat, (rus): Дерпт, Derpt) era defensada per una guarnició sueca que capitulà davant els assetjadors russos el 13 de juliol de 1704.

## Els combatents
La defensa de la ciutat fou liderada pel Coronel Carl Gustaf Skytte, el qual disposava de 5.000 homes. La dotació artillera de la plaça era la següent: 84 canons, 18 morters, 6 obusos i 16 canons de campanya.
L'exèrcit rus, format per 21.000 homes, fou liderat pel Mariscal de Camp Sheremetev. El dia 2 de juliol el Tsar Pere el Gran assumí el comandament de les operacions.

## Antecedents
Les victòries de l'exèrcit rus havien debilitat les forces sueques a la regió. Amb la captura de Tartu i Narva el Tsar Pere el Gran volia aconseguir la supremacia a la Livònia Sueca.

## El setge
Abans de l'arribada de les forces russes els suecs incendiaren totes les edificacions de l'exterior de les fortificacions de la ciutat.
La nit del 4 de juny l'avantguarda de les tropes del mariscal Sheremetev arribaren a Tartu. Les forces inicials dels assetjants estaven integrades per 5 regiments de dragons, sumant 4.975 homes, i sis regiments d'infanteria, amb 5.702 efectius. A més a més, hi havia un contingent de l'arma d'artilleria format per 55 peces i 159 artillers. Els russos arribarien a reunir uns 21.000 efectius a la zona al llarg del setge.
El dia 8 de juny arribà Sheremetev a Tartu i el dia 10 de juny s'inicià el bombardeig de la plaça. El dia 2 de juliol, el 3 segons algunes fonts, Pere el Gran arribà al campament rus i assumí el comandament, insatisfet amb l'actuació de Sheremetev. Sheremetev havia bombardejat els punts més forts de les defenses sueques i havia ignorat els punts més dèbils del dispositiu suec a la zona del riu. Pere el Gran reubicà les forces russes i començà a bombardejar les defenses de la zona del riu el 7 de juliol.
L'assalt a la fortalesa es va iniciar la nit del 12 al 13 de juliol. Abans de l'assalt la ciutat havia estat durament bombardejada. A través de les bretxes obertes a les defenses sueques les tropes russes penetraren a la ciutat. Els suecs es rendiren després de 10 hores de lluita desesperada.
El coronel Carl Gustaf Skytte negocià en persona les condicions de capitulació amb el tsar Pere el Gran. Les clàusules de la capitulació establien que els suecs i les seves famílies podien abandonar la ciutat juntament amb les seves pertinences. El tsar va quedar molt impressionat pel sacrifici i coratge dels soldats suecs. En reconeixement d'aquest valor, als oficials suecs se'ls retornaren les espases i la guarnició abandonà la ciutat en formació. Hi ha informes que algunes unitats russes no van respectar els acords i saquejaren les pertinences dels civils suecs.

## Baixes
Al llarg del setge els russos tingueren entre 700 i 800 morts i uns 2.000 ferits. Per altra banda, els suecs tingueren unes 2.000 baixes. Cal tenir present que els suecs eren inferiors numèricament als russos en tots els fronts i que les baixes del setge suposaren un cop important, i més tenint en compte que Tartu no era una plaça de primer ordre en l'esquema defensiu suec.

## Les conseqüències
La conquesta de Tartu fou un dels majors èxits personals de Pere el Gran com a comandant directe de l'exèrcit durant la Gran Guerra del Nord. Amb l'ocupació de la ciutat el Tsar reconqueria una ciutat fundada pels russos després de dominació estrangera. Pere el Gran va participar d'incògnit en les celebracions posteriors a l'ocupació de la plaça. Les tropes russes es dirigiren immediatament cap a Narva per ocupar-la.
El 1708 Pere el Gran ordenà l'incendi de la ciutat i la destrucció de les seves fortificacions per evitar que els seus l'ocupessin. No fou fins que la Gran Guerra del Nord s'acabà que el Tsar ordenà que la ciutat fos reconstruïda